# Mark Armstrong (baloncestista)
Mark Armstrong (South Orange, Nueva Jersey; 21 de febrero de 2004) es un baloncestista estadounidense que pertenece a la plantilla de los Long Island Nets de la G League. Con 1,88 metros de estatura, juega en la posición de base.

## Trayectoria deportiva

### Universidad
Jugó dos temporadas con los Wildcats de la Universidad de Villanova, en las que promedió 6,8 puntos, 2,1 rebotes y 1,7 asistencias por partido. En su primera temporada fue incluido en el mejor quinteto de la Big East Conference.

#### Estadísticas
| Año     | Equipo    | PJ | PT | MPP  | %TC  | %3P  | %TL  | RPP | APP | ROB | TPP | PPP |
| ------- | --------- | -- | -- | ---- | ---- | ---- | ---- | --- | --- | --- | --- | --- |
| 2022–23 | Villanova | 34 | 7  | 19.9 | .401 | .246 | .875 | 2.0 | 1.0 | .8  | .1  | 5.3 |
| 2023–24 | Villanova | 34 | 32 | 24.5 | .417 | .282 | .776 | 2.3 | 2.4 | .9  | .2  | 8.4 |
| Total   | Total     | 68 | 39 | 22.2 | .411 | .266 | .805 | 2.1 | 1.7 | .8  | .2  | 6.8 |

### Profesional
Tras no ser elegido en el Draft de la NBA de 2024, se unió a la plantilla de los Brooklyn Nets para disputar las Ligas de Verano de la NBA, y el 9 de octubre firmó contrato con la franquicia. Sin embargo fue despedido cuatro días más tarde, y el 27 de ese mismo mes se incorporó a la plantilla de su filial en la G League, los Long Island Nets.

### Selección nacional
Jugó con la selección de Estados Unidos el Campeonato FIBA Américas Sub-18 de 2022. Promedió 10,7 puntos, 3,7 rebotes y 3,6 asistencias por partido, ganando la medalla de oro. Formó parte también del equipo que compitió en el Mundial sub-19 de 2023, en el que acabaron en la cuasta posición.